# Овсянниково (Цілинний район)
Овся́нниково (рос. Овсянниково) — село у складі Цілинного району Алтайського краю, Росія. Адміністративний центр та єдиний населений пункт Овсянниковської сільської ради.

## Населення
Населення — 756 осіб (2010; 1216 у 2002).
Національний склад (станом на 2002 рік):
- росіяни — 97 %